# Kenneth Bednarek
Kenneth Bednarek (født 14. oktober 1998) er en amerikansk atlet, der konkurrerer i sprint.
I 2021 vandt han en sølvmedalje på 200 meter, da han repræsenterede sit land under sommer-OL 2020 i Tokyo.
Ved sommer-OL 2024 vandt han sølv på 200 meter.